# هنري إدوارد كلارك
هنري إدوارد كلارك هو سياسي كندي، ولد في 20 مارس 1829 في تروا ريفيير في كندا، وتوفي في 25 مارس 1892 في تورونتو في كندا. حزبياً، نشط في حزب أونتاريو المحافظ التقدمي. وقد انتخب عضو برلمان مقاطعة أونتاريو.